# ARA Ushuaia (Q-10)
El ARA Ushuaia (B-4/Q-10) fue un transporte de la Armada Argentina construido en Río Santiago. Fue puesto en gradas en 1938, botado en 1940 y asignado en 1940. Naufragó en 1973 al colisionar con el mercante Río Quinto en el canal Punta Indio.

## Construcción e historia de servicio
Fue puesto en gradas en 1938, botado en febrero de 1940 y alistado en diciembre de 1940. Fue designado B-4 y destinado al Comando de Transportes Navales. En 1953 su designación cambió a Q-10.
En 1973 (el 28 de octubre), mientras navegaba en el canal Punta Indio, colisionó con el mercante Río Quinto de la empresa ELMA, hundiéndose y perdiendo a veinticuatro tripulantes. Fue reflotado en 1980 recuperándose los restos de tres tripulantes.